# Айдин Полатчі
Мехмет Айдин Полатчі (тур. Mehmet Aydın Polatçı; нар. 15 травня 1977, Стамбул) — турецький борець вільного стилю, переможець та бронзовий призер чемпіонатів світу, дворазовий переможець та срібний призер чемпіонатів Європи, срібний призер Кубку світу, бронзовий призер Олімпійських ігор.

## Життєпис
Боротьбою почав займатися з 1993 року. Був чемпіоном світу 1997 року серед юніорів. Дворазовий чемпіон юніорських європейських першостей — 1995 та 1997 років. Виступав за борцівський клуб «Aski Spor Kulübü» з Анкари.

## Спортивні результати на міжнародних змаганнях

### Виступи на Олімпіадах
| Змагання                    | Збірна    | Вагова категорія           | Місце  |
| --------------------------- | --------- | -------------------------- | ------ |
| Літні Олімпійські ігри 2000 | Туреччина | вільна боротьба, до 130 кг | 11     |
| Літні Олімпійські ігри 2004 | Туреччина | вільна боротьба, до 120 кг | Бронза |
| Літні Олімпійські ігри 2008 | Туреччина | вільна боротьба, до 120 кг | 8      |

### Виступи на Чемпіонатах світу
| Змагання                        | Збірна    | Вагова категорія           | Місце  |
| ------------------------------- | --------- | -------------------------- | ------ |
| Чемпіонат світу з боротьби 1998 | Туреччина | вільна боротьба, до 130 кг | 5      |
| Чемпіонат світу з боротьби 1999 | Туреччина | вільна боротьба, до 130 кг | 5      |
| Чемпіонат світу з боротьби 2001 | Туреччина | вільна боротьба, до 130 кг | 5      |
| Чемпіонат світу з боротьби 2002 | Туреччина | вільна боротьба, до 120 кг | Бронза |
| Чемпіонат світу з боротьби 2005 | Туреччина | вільна боротьба, до 120 кг | Золото |

### Виступи на Чемпіонатах Європи
| Змагання                         | Збірна    | Вагова категорія           | Місце  |
| -------------------------------- | --------- | -------------------------- | ------ |
| Чемпіонат Європи з боротьби 1997 | Туреччина | вільна боротьба, до 125 кг | 4      |
| Чемпіонат Європи з боротьби 1998 | Туреччина | вільна боротьба, до 130 кг | Золото |
| Чемпіонат Європи з боротьби 1999 | Туреччина | вільна боротьба, до 130 кг | Срібло |
| Чемпіонат Європи з боротьби 2003 | Туреччина | вільна боротьба, до 120 кг | 5      |
| Чемпіонат Європи з боротьби 2004 | Туреччина | вільна боротьба, до 120 кг | Золото |
| Чемпіонат Європи з боротьби 2008 | Туреччина | вільна боротьба, до 120 кг | 5      |

### Виступи на Кубках світу
| Змагання                    | Збірна    | Вагова категорія           | Місце  |
| --------------------------- | --------- | -------------------------- | ------ |
| Кубок світу з боротьби 2001 | Туреччина | вільна боротьба, до 130 кг | Срібло |

### Виступи на інших змаганнях
| Змагання                                                  | Збірна    | Вагова категорія                  | Місце  |
| --------------------------------------------------------- | --------- | --------------------------------- | ------ |
| Чемпіонат світу з боротьби серед військовослужбовців 1997 | Туреччина | вільна боротьба, до 130 кг        | Бронза |
| Чемпіонат світу з боротьби серед військовослужбовців 1997 | Туреччина | греко-римська боротьба, до 130 кг | Срібло |
| Тестовий турнір FILA 1998                                 | Туреччина | вільна боротьба, до 130 кг        | Срібло |
| Ігри доброї волі 1998                                     | Туреччина | вільна боротьба, до 130 кг        | Бронза |
| Гран-прі Німеччини з боротьби 1999                        | Туреччина | вільна боротьба, до 130 кг        | 10     |
| Чемпіонат світу з боротьби серед військовослужбовців 2000 | Туреччина | вільна боротьба, до 130 кг        | Золото |
| Чемпіонат світу з боротьби серед військовослужбовців 2000 | Туреччина | греко-римська боротьба, до 130 кг | Золото |
| Середземноморські ігри 2005                               | Туреччина | вільна боротьба, до 120 кг        | Золото |
| Золотий Гран-прі з боротьби 2008                          | Туреччина | вільна боротьба, до 120 кг        | Бронза |

### Виступи на змаганнях молодших вікових груп
| Змагання                                       | Збірна    | Вагова категорія           | Місце  |
| ---------------------------------------------- | --------- | -------------------------- | ------ |
| Чемпіонат Європи з боротьби серед юніорів 1995 | Туреччина | вільна боротьба, до 115 кг | Золото |
| Чемпіонат Європи з боротьби серед юніорів 1997 | Туреччина | вільна боротьба, до 115 кг | Золото |
| Чемпіонат світу з боротьби серед юніорів 1997  | Туреччина | вільна боротьба, до 115 кг | Золото |